# Banjul (LGA)
Banjul é uma das oito Áreas de Governo Local, na Gâmbia. Coincide em parte com a divisão de Banjul. A capital é a cidade de Kanifing.

Em 2013 possuía 31.301 habitantes.